# Portugal en los Juegos Europeos de Minsk 2019
Portugal participó en los Juegos Europeos de Minsk 2019. Responsable del equipo nacional fue el Comité Olímpico de Portugal.
El portador de la bandera en la ceremonia de apertura fue el jugador de tenis de mesa Marcos Freitas.

## Medallistas
El equipo de Portugal obtuvo las siguientes medallas:
| Nombre | Deporte               | Competición                    |
| --- | --------------------- | ------------------------------ |
| Oro |                       |                                |
| Carlos Nascimento | Atletismo             | 100 m M                        |
| Equipo | Fútbol playa          | Torneo M                       |
| Fu Yu | Tenis de mesa         | Individual F                   |
| Plata |                       |                                |
| Nélson Oliveira | Ciclismo en ruta      | Contrarreloj M                 |
| Francisca Maia Francisca Sampaio Maia Bárbara da Silva Sequeira                                                                                 | Gimnasia acrobática   | Grupo – Dinámico F             |
| Francisca Maia Francisca Sampaio Maia Bárbara da Silva Sequeira                                                                                 | Gimnasia acrobática   | Grupo – Concurso completo F    |
| Anri Egutidze Jorge Fernandes Jorge Fonseca Tiago Rodrigues Nuno Saraiva Telma Monteiro Rochele Nunes Joana Ramos Patrícia Sampaio Bárbara Timo | Judo                  | Equipo mixto                   |
| Fernando Pimenta | Piragüismo            | K1 1000 m M                    |
| Fernando Pimenta | Piragüismo            | K1 5000 m M                    |
| Bronce |                       |                                |
| Ricardo dos Santos Cátia Azevedo Rivinilda Mentai João Coelho                                                                                   | Atletismo             | Persecución por relevos mixtos |
| Francisca Maia Francisca Sampaio Maia Bárbara da Silva Sequeira                                                                                 | Gimnasia acrobática   | Grupo – Balance F              |
| Diogo Ganchinho | Gimnasia en trampolín | Individual M                   |
| Telma Monteiro | Judo                  | –57 kg F                       |
| Patrícia Esparteiro | Karate                | Kata F                         |
| Tiago Apolónia Marcos Freitas João Monteiro | Tenis de mesa         | Equipo M                       |